# Йост, Ганс
Ганс Йост (нем. Hanns Johst; 8 июля 1890 — 23 ноября 1978) — немецкий прозаик, драматург, поэт, президент Имперской палаты литературы (нем. Reichsschrifttumskammer) (1935—1945), группенфюрер СС (1942), автор афоризма «Когда я слышу о культуре, я снимаю с предохранителя свой браунинг» (нем. Wenn ich Kultur höre ... entsichere ich meinen Browning).

## Биография
Родился в семье учителя начальной школы. Вырос в Ошаце и Лейпциге. В детстве хотел стать миссионером. В 17 лет работал санитаром в католической психиатрической клинике Bethel, впоследствии прославившейся своим сопротивлением программе Т-4. В 1910 году, получив аттестат зрелости в Лейпциге, начал изучать медицину, философию, а позднее историю искусств.
В 1914 году пошёл в армию добровольцем. В 1918 году поселился в районе Альмансхаузен в Берге, земля Бавария.

## Ранние сочинения
Его ранние сочинения, например «Начало» (1917) и «Король» (1920), испытали влияние экспрессионизма. В дальнейшем Йост обратился к натуралистической философии в таких пьесах, как «Меняла и торговец» (1923) и «Томас Пейн» (1927). Резкое неприятие буржуазной действительности отразилось в пьесе Йоста «Молодой человек. Экстатический сценарий» (1916). Её герой восклицает: «Какое неистовое наслаждение — приходить в экстаз от желания смерти!».
Позднее в книгах писатель осуждал капиталистическое общество, гоняющееся за наживой, и пролетарский коллективизм, как чуждое немецкому рабочему явление. Очерки «Знание и сознание» (1924). Так он шел к «немецкому направлению в поэзии» и к национал-социалистическому мировоззрению.
«Ваал», первая пьеса Бертольта Брехта, была написана как ответ на пьесу Йоста «Одинокий», драматическую биографию драматурга-антисемита Граббе. В 1928 Йост возглавил отдел поэзии в основанном Розенбергом «Боевом союзе за германскую культуру» (Kampfbund für deutsche Kultur), целью которого провозглашалась борьба с «еврейским влиянием» в немецкой культуре. В 1932 он вступил в НСДАП, объяснив своё согласие с Гитлером в сочинении «Standpunkt und Fortschritt» («Точка зрения и прогресс»), изданном в 1933.

## «Шлагетер»
В 1933 году, вскоре после прихода нацистов к власти, Йост написал пьесу «Шлагетер», приуроченную ко дню рождения Гитлера с посвящением «Адольфу Гитлеру с любовью и непоколебимой верностью» (Für Adolf Hitler in liebender Verehrung und unwandelbarer Treue). Пьеса восхваляла подвиг Альберта Лео Шлагетера, расстрелянного в 1923 году за то, что пускал под откос французские поезда в период французской оккупации Рура, и ставшего одним из главных «мучеников» в нацистском мартирологе.
Фраза, ставшая знаменитой, в оригинале звучит как «Когда я слышу слово „культура“… я снимаю с предохранителя свой браунинг!» («Wenn ich Kultur höre… entsichere ich meinen Browning») (многоточие в тексте) и произносится боевым товарищем Шлагетера, Фридрихом Тиманном. Во время подготовки к экзаменам они начинают обсуждать, стоит ли тратить время на учёбу, когда страна несвободна. Тиманн заявляет, что предпочитает сражаться.
Фраза в виде «Когда я слышу слово „культура“, моя рука тянется к пистолету» часто приписывается различным людям. Историк Дэвид Старки (David Starkey) в декабре 2007 приписал её Геббельсу.

## Должности в нацистской Германии
В 1933 году Геринг назначил Йоста первым драматургом и художественным руководителем Прусского государственного театра. Затем он стал главой Академии германской поэзии (Deutsche Akademie für Dichtung), Прусским государственным советником и президентом Имперской палаты литературы, сменив Г. Блунка в 1935 году. Йост также возглавил литературную секцию Прусской академии искусств вместо Генриха Манна. Вместе с Геббельсом писатель использовал уникальную возможность формировать искусство, особенно театр, в направлении национал-социалистической идеологии для того, чтобы «спасти Германию от законченного материализма современного мира». Он получал многочисленные награды и отличия, в том числе — Большую премию НСДАП за искусство, медаль Гёте.
В 1935 году последние из известных писателей-евреев, как например Мартин Бубер, были изгнаны из Союза писателей. В то же время членство в этих организациях было разрешено только тем писателям и поэтам, которые были явно пронацистскими или, по крайней мере, их творчество одобрено нацистами как не «дегенеративное». Йост получил и много других важных должностей в номенклатуре Третьего рейха, и в сентябре 1944 года был внесён в список талантов как один из важнейших деятелей искусства в рейхе. Ганс Йост участвовал в военных передачах национал-социалистов, распространяя свои материалы, написал гимн немецких поселенцев на оккупированных восточных территориях. Будучи членом НСДАП, группенфюрером СС и личным другом Гиммлера, Йост по свидетельству беспристрастного Готфрида Бенна остался «порядочным человеком».

## После войны
В мае 1945 года Йост был интернирован, а в 1947 году предстал перед судом в рамках программы денацификации. В 1949 году палата по уголовным делам Мюнхена отнесла его к категории «попутчиков» (группа 4), оштрафовав на 500 марок. Несколько недель спустя апелляционный суд переквалифицировал Йоста в «главного виновника» (группа 1) и отправил его в трудовой лагерь. В 1951 году Йост был переквалифицирован в «активиста» (группа 2),  и наконец, в 1952 году, после трех с половиной лет в тюрьме, он был освобождён. Судебные издержки были возложены на казну.
В 1955 году Йост издал свою последнюю книгу «Gesegnete Vergänglichkeit» («Благословенная бренность»). Существовавшая в гранках ещё в 1944 году, книга была сокращена, пронацистские пассажи были отредактированы, и «Благословенная бренность» была представлена публике как позднее «аполитичное» произведение. Книга не приобрела известности; те немногие критики, которые обратили внимание на её выход, откликнулись уничтожающей критикой.

## Награды
- Почётный крест ветерана войны
- Шеврон старого бойца
- Крест военных заслуг 1-й степени без мечей
- Крест военных заслуг 2-й степени без мечей
- Золотой знак НСДАП
- Медаль За выслугу лет в НСДАП в бронзе
- Кольцо «Мёртвая голова»
- Почётная сабля рейхсфюрера СС